# Hetereleotris kenyae
Hetereleotris kenyae és una espècie de peix de la família dels gòbids i de l'ordre dels cipriniformes que es troba a l'Àfrica oriental i a Reunió.